# Пам’ятний знак на честь 60-річчя інтернаціональної дружби
Пам'ятний знак на честь 60-річчя інтернаціональної дружби знаходиться по проспекту Героїв-підпільників, 31, перед будівлею апеляційного суду, в Саксаганському районі м. Кривий Ріг.

## Передісторія

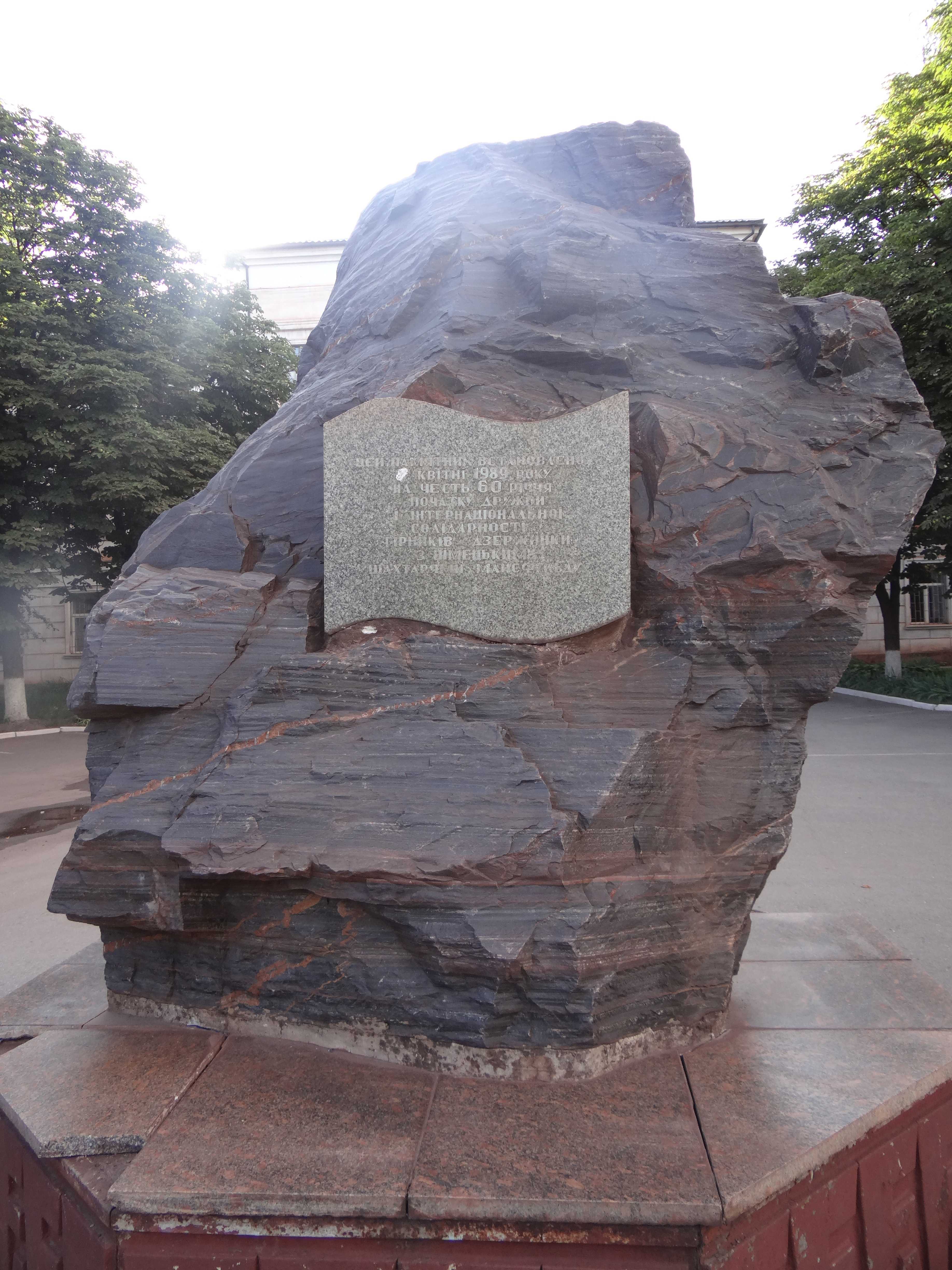
Пам'ятний знак на честь 60-ти річчя інтернаціональної дружби

21 квітня 1989 року в Кривому Розі було встановлено пам'ятник на честь 60-річчя інтернаціональної дружби гірників Дзержинки та німецьких шахтарів Мансфельда. Автор проекту – художник-оформлювач Євген Григорович Громовик.
Рішення Дніпропетровського облвиконкому від 19.11.1990 р. № 424 пам'ятку взято на державний облік з охоронним номером 6313. 

## Пам'ятка

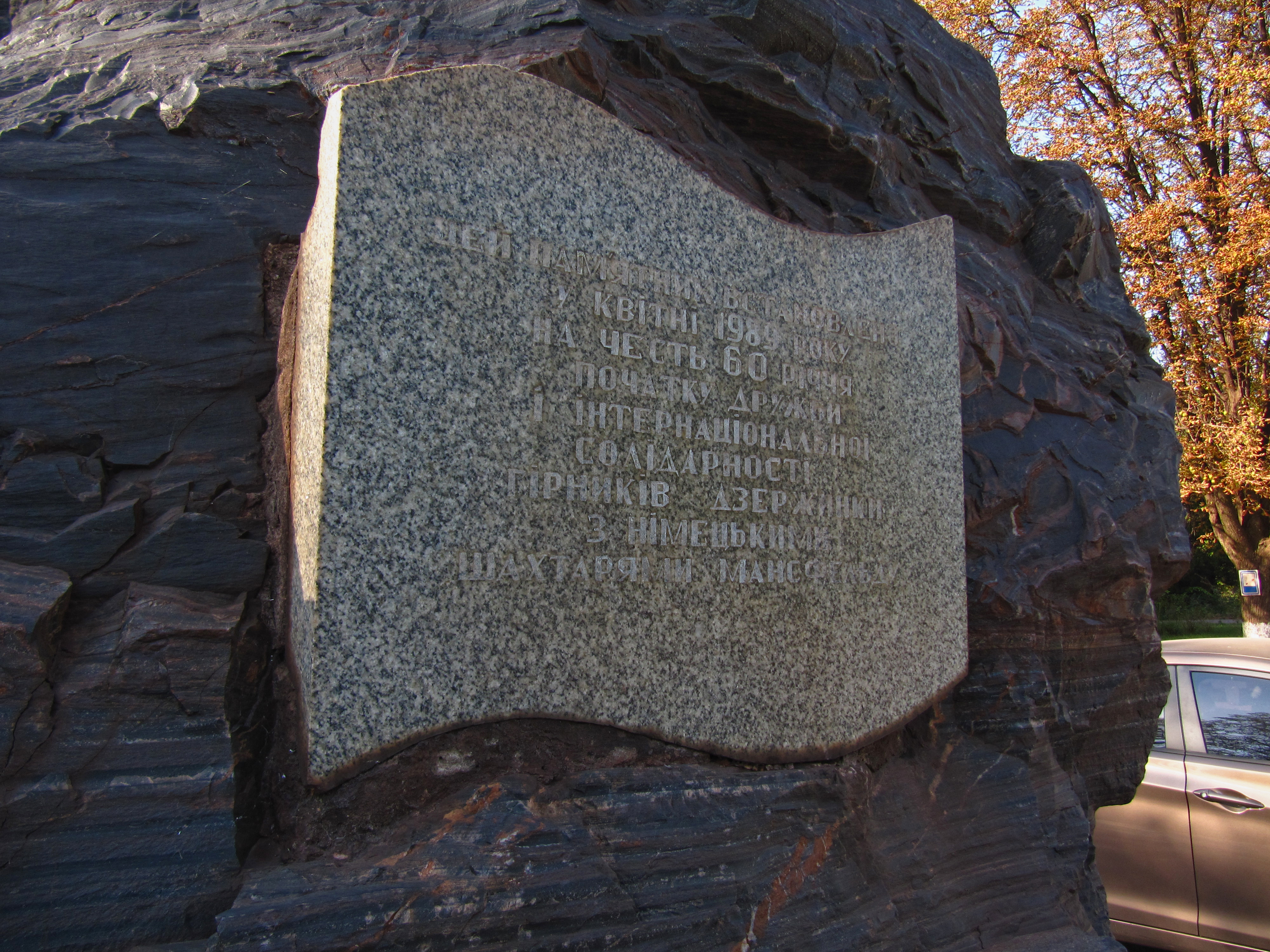

Пам'ятний знак являє собою брилу залізистого кварциту, розмірами 1,5х2,0 м, висотою 2,20 м, встановлену на постаменті. На брилі вертикально розміщено меморіальну дошку у вигляді прапору з полірованого граніту, розмірами 0,50х0,70 м, товщиною 4 см. На дошці викарбувано напис українською мовою: 
«Цей пам'ятник встановлено в квітні 1989 року на честь 60-річчя початку дружби і інтернаціональної солідарності гірників Дзержинки з німецькими шахтарями Мансфельду».
Постамент у вигляді 8-кутника, розмірами по осях 2,20х2,20 м, висотою 0,7 м, з залізобетону. Всі 8 бічних граней, по 0,9 м, оздоблені прямокутними бетонними плитами з барельєфними знаками Fe (по чотири на кожній плиті). Постамент пофарбовано в коричневий колір. Зверху на постаменті укладені поліровані плитки з строго граніту. 
Пам'ятник знаходиться на відстані 25,5 м від будівлі апеляційного суду. Вся площа біля пам'ятника заасфальтована.